# Klaus Buchenau
Klaus Buchenau (* 1967 in Warleberg, Schleswig-Holstein) ist ein deutscher Historiker und Hochschullehrer.

## Leben
Von 1991 bis 1997 studierte er Geschichte und Slawistik in Berlin, Moskau und Warschau. Von 1998 bis 2001 war er Kollegiat des Graduiertenkollegs „Gesellschaftsvergleich aus historischer, soziologischer und ethnologischer Perspektive“, HU+FU Berlin. 2002 war er Forschungsstipendiat des Zentrums für vergleichende Geschichte Europas, FU Berlin. 2003 war er wissenschaftlicher Mitarbeiter am Ökumenischen Institut der Universität Münster. Nach der Promotion 2003 zum Dr. phil. an der FU Berlin bei Holm Sundhaussen war er von 2004 bis 2006 wissenschaftlicher Mitarbeiter am Osteuropa-Institut der FU Berlin. Von 2006 bis 2008 war er Forschungsstipendiat der Alexander von Humboldt-Stiftung in Russland. Nach der Habilitation 2010 für Ost- und Südosteuropäische Geschichte an der FU Berlin war er von 2009 bis 2013 wissenschaftlicher Mitarbeiter am Internationalen Graduiertenkolleg „Religiöse Kulturen im Europa des 19. und 20. Jahrhunderts“, LMU München. Seit April 2013 lehrt er als Professor für Geschichte Südost- und Osteuropas an der Universität Regensburg (Vertretung für Ulf Brunnbauer).

## Forschung und Lehre
Seine Forschungsschwerpunkte sind Religionsgeschichte Südosteuropas, 19.–21. Jahrhundert, Religionsgeschichte der Tschechoslowakei, Antiwestlertum, Fundamentalismus in orthodoxen Kulturen Südost- und Osteuropas, Geschichte Jugoslawiens und seiner Nachfolgestaaten, Geschichte der Korruption in Südosteuropa, Beziehungen zwischen Russland/Sowjetunion und Südosteuropa. 19.–20. Jahrhundert, Geschichte der russischen Emigration und Südosteuropa im globalen Vergleich (insbesondere mit Lateinamerika).

## Schriften (Auswahl)
- Die Distanzanrede im Russischen, Polnischen und Deutschen und ihre historischen Hintergründe. Frankfurt am Main 1997, ISBN 3631326378.
- Orthodoxie und Katholizismus in Jugoslawien 1945–1991. Ein serbisch-kroatischer Vergleich. Wiesbaden 2004, ISBN 3447048476.
- Kämpfende Kirchen. Jugoslawiens religiöse Hypothek. Frankfurt am Main 2006, ISBN 3-631-53645-3.
- Auf russischen Spuren, Orthodoxe Antiwestler in Serbien 1850–1945. Wiesbaden 2011, ISBN 3447062762.